# Cracoviano
En los cálculos astronómicos y geodésicos, los Cracovianos son un sistema de cálculo matricial introducido en 1930 por Tadeusz Banachiewicz para la resolución manual de sistemas de ecuaciones lineales. Tales sistemas se pueden escribir en notación matricial como Ax = b, donde x y b son vectores columna y la obtención de b requiere la multiplicación de las filas de A por el vector x.
Llamado así por el reconocimiento de la ciudad de Cracovia.

## Utilización
El Cracoviano introdujo la idea de utilizar la matriz transpuesta de A, AT, multiplicando las columnas de AT por la columna x. Esto equivale a la definición de un nuevo tipo de multiplicación de matrices denotada aquí por '∧'. Por lo tanto x ∧ AT = b = Ax. El producto de Cracovia de dos matrices denominadas A y B, se define como A ∧ B = BTa, donde BT y a se suponen compatibles para el tipo común de (Cayley) de la multiplicación de matrices.
Puesto que (AB)T = BTAT, los productos (A ∧ B) ∧ C y A ∧ (B ∧ C) por lo general serán diferentes; por lo tanto, la multiplicación de Cracovia no es asociativa. Los Cracovianos son un ejemplo de un cuasigrupo.
La operación de los Cracovianos adopta un convenio columna-fila para designar elementos individuales, en oposición a la convención estándar de análisis de matrices en filas y columnas. Esta multiplicación manual se hace más fácilmente, ya que se deben recorrer dos columnas paralelas (en lugar de una columna vertical y una fila horizontal en la notación de matrices habitual). También se aceleraban los cálculos por ordenador, puesto que los elementos de ambas matrices se utilizan en un orden similar, evitando el ralentizado de los cálculos relacionado con el acceso secuencial en los ordenadores de aquellos tiempos (en su mayoría, dotados de almacenaje de cinta magnética y memorias de tambor). El uso de los Cracovianos en astronomía se desvaneció cuando se generalizó el uso de ordenadores con gran memoria RAM disponible.
Referencias posteriores a los Cracovianos están ligadas a la propiedad algebraica de su multiplicación no asociativa.